# جاسينتو غراو
جاسينتو غراو (بالإسبانية: Jacinto Grau)‏ هو كاتب ودبلوماسي وكاتب مسرحي إسباني، ولد في 1877 في برشلونة في إسبانيا، وتوفي في 14 أغسطس 1958 في بوينس آيرس في الأرجنتين.

## وصلات خارجية
- جاسينتو غراو على موقع IMDb (الإنجليزية)
- جاسينتو غراو على موقع الموسوعة البريطانية (الإنجليزية)